# Sociedad Austral de Electricidad Sociedad Anónima
La Sociedad Austral de Electricidad Sociedad Anónima (SAESA) es una empresa chilena de generación, transmisión y distribución de electricidad creada en 1926. Es miembro de Empresas Eléctricas A.G.

## Historia
Inicialmente estuvo encargada de la distribución y generación de electricidad en Lebu, Arauco y Carampangue (Provincia de Arauco), posteriormente extiende sus servicios a Puerto Montt, Osorno y Valdivia en 1929. En 1946, CORFO y ENDESA adquieren la participación mayoritaria de la sociedad anónima. Lo anterior con el fin de realizar el Plan de Electrificación del País.
En 1950 sólo se dedica a la distribución de electricidad en lo que es la actual X Región y zona sur de la IX Región. Al privatizarse SAESA en 1981 pasa a ser propiedad de COPEC. Posteriormente COPEC adquiere FRONTEL (1982). Se asocia con Transelec para crear el Sistema de Transmisión del Sur S.A. (STS) en 1994. SAESA adquiere y transforma en filiales Edelaysen (1998) y FRONTEL (1999). En 2001 Copec vende su participación en SAESA a PSEG Global de Estados Unidos. 

## Filiales
Las filiales del Grupo SAESA son, señalándose sus respectivas zonas de concesión y número de clientes regulados para el año 2005[actualizar]
- SAESA (1926) Regiones IX y X. 286.058 clientes regulados (2005);
- FRONTEL (Empresa Eléctrica de la Frontera S.A. 1956) Regiones VIII y IX 257.086 clientes regulados (2005);
- Luz Osorno (Compañía Eléctrica Osorno S.A. 1988) X Región, 15.585 clientes regulados (2005);
- Edelaysen (Empresa Eléctrica de Aysén S.A. 1981) sólo generadora;
- STS (Sistema de Transmisión del Sur S.A. 1994) sólo transmisora;
- SGA (Sociedad Generadora Austral S.A., 2003) sólo generadora